# 월트 휘트먼 로스토

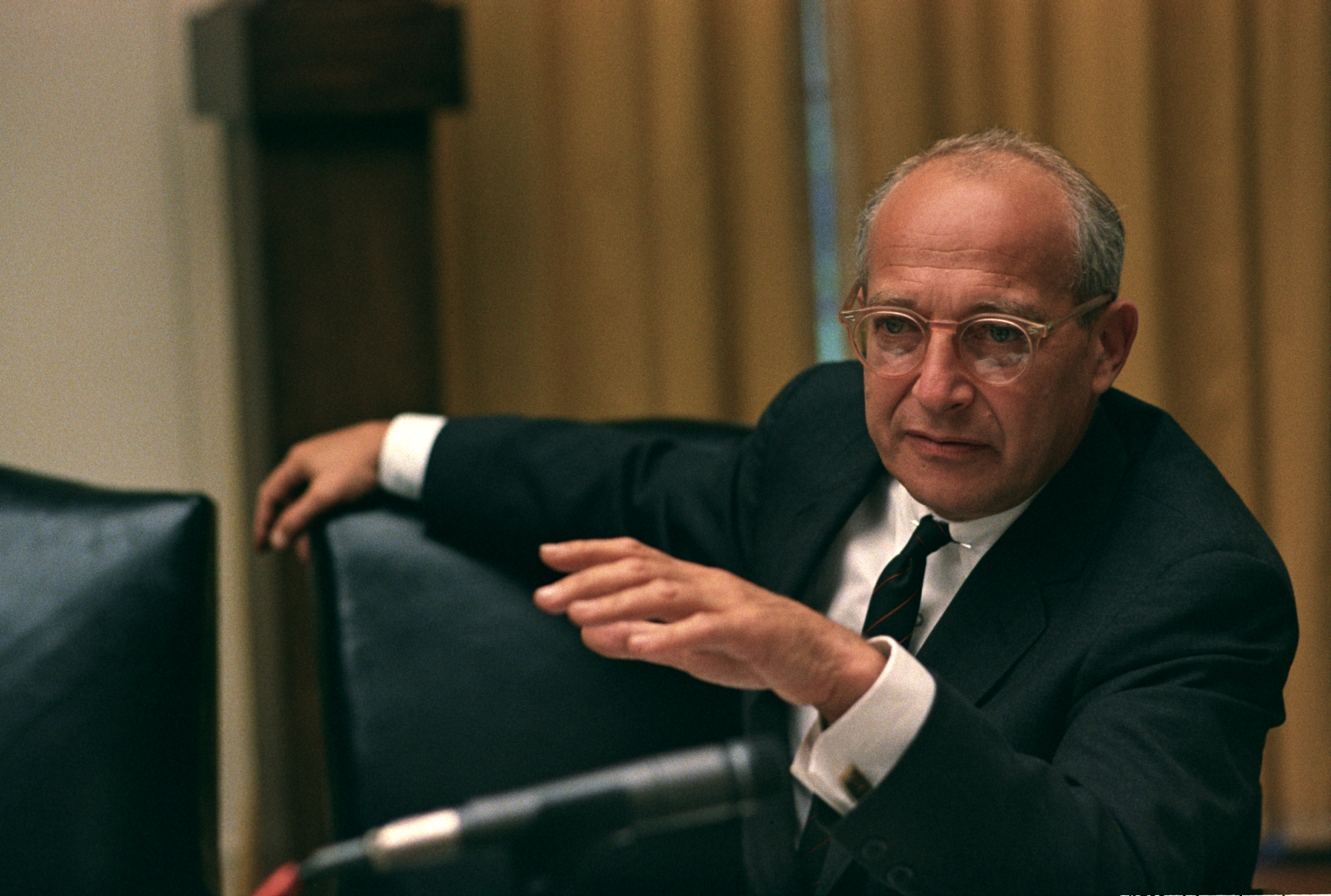
월트 휘트먼 로스토, 1968년 10월 7일

월트 휘트먼 로스토(Walt Whitman Rostow, 1916년 10월 7일 ~ 2003년 2월 13일)은 미국의 경제학자이자 저명한 반공 사상가로, 자유 기업과 자본주의의 효율성을 크게 신뢰했다. 그는 존 F. 케네디와 린든 존슨 행정부 하에서 국가안전보장고문으로 일했는데, 그는 미국의 베트남 전쟁 참전을 지지했다. 후에 그는 아내와 함께 텍사스 주립 대학교의 린든 존슨 학부에서 공공 문제 관리(Public Affairs)를 가르쳤다. 그는 자유 경제와 관련하여 광범위한 저술 활동을 하였으며, 특히 개발 도상국에 대한 내용이 많다.
월트 로스토는 뉴욕 시의 러시아 이민 가정에서 태어났다. 그의 이름은 미국의 시인인 월트 휘트먼에서 온 것이다. 로스토는 예일 대학교를 19세에 졸업했으며 1940년에 박사 학위를 받았다. 또한 로즈 장학금을 통해 옥스퍼드 대학교에서 수학하기도 했다. 이후 그는 컬럼비아 대학교에서 경제학을 가르쳤다.
매사추세츠 공과대학교 경제학 교수로 재직하던 1958년에 낸 《경제 성장의 단계: 반공산당 선언》은 큰 반향을 일으켰다. 이 책에서 로스토는 ‘로스토식 경제 도약 모델’을 개발했는데 이는 주요한 경제 성장 모델 중 하나이다. 이 모델은 5개의 기초적 단계로 경제 성장을 모식화(模式化)다. 그는 모든 사회를 전통적 사회, 과도적 사회, 도약의 과정에 있는 사회, 공업화 과정을 통한 성숙사회, 고도의 대량소비 단계에 달한 사회 등 5단계로 구분하고, 과도적 사회와 도약단계의 사회에서 근대화를 위한 정치적 지도력의 원천으로 군부를 지목했다. 이러한 로스토식 경제 도약 모델은 경제학에서 중요한 사회 변화 이론으로 여겨진다.
로스토식 경제 도약 모델이 후진국 지도자들에게 던져주는 매력은 저개발 국가도 선진 국가처럼 발전할 수 있으며, 그것도 서구 선진국가들이 수백 년을 통해 달성한 경제적인 번영을 저개발 국가들응 단기간에 달성할 수 있다는 '도약이론'이었다.

## 주요 저서
- "투자와 대공황"(Investment and Great Depression), 1938년
- 19세기 영국 경제에 대한 소론(小論)(Essays on the British Economy of the Nineteenth Century), 1948년
- "이론과 실제상의 교역 조건"(The Terms of Trade in Theory and Practice), 1950년
- "교역 조건에 대한 역사적 분석(The Historical Analysis of Terms of Trade), 1951년
- 경제 성장의 과정(The Process of Economic Growth), 1952년
- "장기적인 성장에서의 자원 분배 경향"(Trends in the Allocation of Resources in Secular Growth, 1955년
- 아시아에 대한 미국의 정책(An American Policy in Asia), R.W. 해치 공저, 1955년
- "자립 경제 성장에서의 도약"(The Take-Off into Self-Sustained Growth), 1956년
- 효과적인 대외 정책을 위한 제안(A Proposal: Key to an effective foreign policy, M. 밀리칸 공저, 1957년
- "경제 성장의 단계" (The Stages of Economic Growth), 1959년
- 경제 성장의 단계: 반공산당 선언(The Stages of Economic Growth: A non-communist manifesto), 1960년
- 정치학과 경제 성장의 단계(Politics and the Stages of Growth), 1971년
- 현대 경제의 기원(How it All Began: Origins of the modern economy), 1975년
- 세계 경제: 역사와 미래(The World Economy: History and prospect), 1978년
- 왜 거지는 부자가 되고 부자는 서서히 가라앉는가?(Why the Poor Get Richer and the Rich Slow Down: Essays in the Marshallian long period), 1980년
- 경제 성장 이론 - 데이빗 흄에서 현대까지(Theorists of Economic Growth from David Hume to the Present), 1990년